# Zenica (mesto)
Občina Zenica, popis 1991.; skupaj: 145.517
Zenica, popis 1991.; skupaj: 96.027
Zenica je mesto z okoli 70.000 in občina z okoli 110.000 prebivalci v Bosni in Hercegovini. 